# 花山院師賢
花山院 師賢（かさんのいん もろかた）は、鎌倉時代後期の公卿・歌人。内大臣・花山院師信の二男。官位は正二位・大納言、贈太政大臣。後醍醐天皇の討幕計画に参加したが、幕府に拘束されて配所の下総国で没した。
後醍醐朝の有力歌人であり、『続千載和歌集』以下の勅撰和歌集に14首が入集したほか、准勅撰和歌集『新葉和歌集』にも文貞公（ぶんていこう）の諡号で49首が採られた。

## 経歴

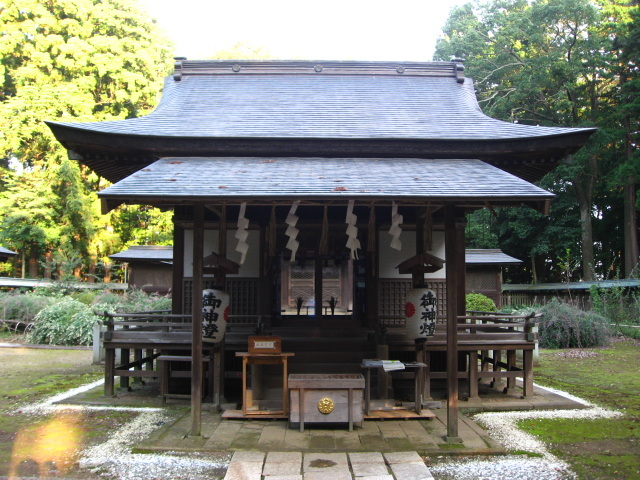
師賢を祀る小御門神社（千葉県成田市）

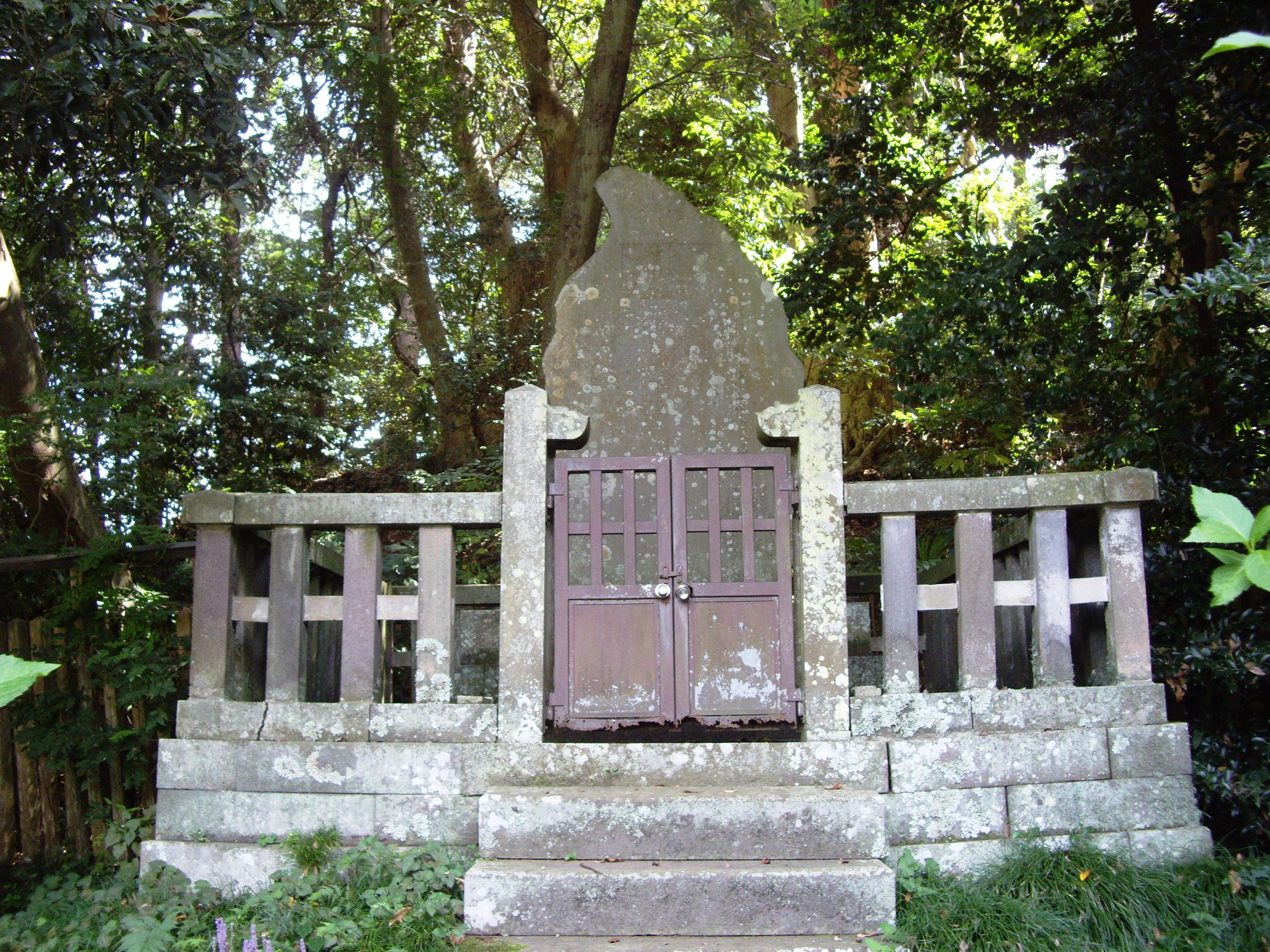
師賢の墓所と伝えられる公家塚

正安4年（1302年）1月に僅か2歳で叙爵。徳治元年（1306年）12月に侍従になり、右少将・左中将などを経て、正和5年（1316年）11月に従三位、翌文保元年（1317年）12月に参議として公卿に列した。同2年（1318年）2月後醍醐天皇が践祚すると、7月には上席参議4人を越えて権中納言に任じられる。当初は父と同じく持明院統に出仕した師賢だが、その母が天皇の母（談天門院）と近い血縁に当たるためか、やがて後醍醐から重用されるようになり、中宮権大夫･左衛門督･弾正尹などを歴任した。正中3年（1326年）2月権大納言、嘉暦2年（1327年）11月正二位に叙任され、同4年（1329年）6月には大納言に転じた。また、『増鏡』によれば、後醍醐天皇と側室の二条藤子の間に生まれた「若宮」（懐良親王）の乳父（後見人・教育係）になったという。
元弘元年/元徳3年（1331年）8月元弘の乱が勃発して天皇が京都から逃れるに及び、北長尾の山荘に隠棲していた師賢はこれに供奉して三条河原まで赴いたが、勅命によって天皇の身替りとなり、服装と腰輿を整え、四条隆資らの公卿を従えて比叡山に登った。これを天皇と思った延暦寺衆徒は大いに士気を挙げ、押し寄せる六波羅の幕府軍をよく撃退したので、天皇は追撃を受けずに笠置に潜幸することが可能となったのである。じきにその謀略が露見し、失望した衆徒は離反するに至り、師賢らは密かに山を下って笠置に拠る天皇と合流した。しかし、1か月に及ぶ幕府軍との攻防の末、9月28日に笠置が陥落し、師賢は天皇に従って敗走するも、その途中で捕捉されて、翌29日に出家を遂げた。法名を素貞という。10月宇治平等院から六波羅に移送され、長井遠江入道の許へ預けられた。翌元弘2年/正慶元年（1332年）4月幕府から遠流の処分が伝えられると、翌月中旬に京都を発って下総国に下り、千葉貞胤の家で拘禁の身となるが、10月末に病のため同地で薨去。享年32。後年、師賢を愛惜した天皇より太政大臣を追贈され、文貞公と諡された。

## 人物
二条派の廷臣歌人として、元亨以降の公宴（くえん）に詠進したが、元弘の乱に際してその感慨を詠じた作品は特に評価が高い。『続千載和歌集』以下の勅撰集に14首、南朝の准勅撰集『新葉和歌集』に49首が採られた他、『臨永和歌集』などの私撰集にも入集する。『二八要抄』の編者ともされ、日記に『師賢卿記』（元応3年2月分のみ現存）がある。

## 『太平記』
『太平記』では、後醍醐天皇は即位初期から鎌倉幕府を打倒して朝権を回復せんとの意志があり、日野資朝・俊基が催した討幕の密議（無礼講）には師賢もその同志として参加した、と描かれている。しかし、師賢が無礼講や正中の変に加わっていたことを示す実証的証拠はない。2007年には河内祥輔によって正中の変が討幕計画だったとする説そのものに疑問が提起された。詳細は正中の変。

## 略譜
- 日付＝旧暦

| 和暦             | 西暦   | 月日     | 事柄                                   |
| ---------------- | ------ | -------- | -------------------------------------- |
| 正安3年          | 1301年 |          | 生誕。                                 |
| 乾元元年         | 1302年 | 1月28日  | 叙爵。                                 |
| 徳治元年         | 1306年 | 1月5日   | 従五位上に昇叙。                       |
| 徳治元年         | 1306年 | 12月22日 | 侍従に任官。                           |
| 徳治2年          | 1307年 | 2月9日   | 正五位下に昇叙。                       |
| 延慶2年          | 1309年 | 9月1日   | 従四位下に昇叙。                       |
| 延慶2年          | 1309年 | 12月26日 | 右近衛少将に遷任。                     |
| 延慶3年          | 1310年 | 12月28日 | 従四位上に昇叙。                       |
| 応長元年         | 1311年 | 3月4日   | 左近衛中将に転任。                     |
| 正和元年         | 1312年 | 1月13日  | 播磨介を兼任。                         |
| 正和元年         | 1312年 | 10月12日 | 正四位下に昇叙。                       |
| 正和5年          | 1316年 | 11月23日 | 従三位に昇叙。左中将如元。             |
| 文保元年         | 1317年 | 4月6日   | 左大弁・造東大寺長官を兼任。           |
| 文保元年         | 1317年 | 12月22日 | 参議に補任。                           |
| 文保2年          | 1318年 | 1月22日  | 土佐権守を兼任。                       |
| 文保2年          | 1318年 | 7月7日   | 権中納言に転任。                       |
| 文保2年          | 1318年 | 10月9日  | 帯剣を聴される。                       |
| 元応元年         | 1319年 | 8月7日   | 中宮権大夫を兼任（中宮は西園寺禧子）。 |
| 元亨元年         | 1321年 | 1月5日   | 従二位に昇叙。                         |
| 元亨3年          | 1323年 | 1月13日  | 右衛門督を兼任。                       |
| 正中元年         | 1324年 | 4月27日  | 中宮大夫を兼任。                       |
| 正中元年         | 1324年 | 5月26日  | 左衛門督を兼任。                       |
| 正中元年         | 1324年 | 10月29日 | 中納言に転任。                         |
| 正中2年          | 1325年 | 1月29日  | 弾正尹を兼任。左衛門督を停任。         |
| 嘉暦元年         | 1326年 | 2月19日  | 権大納言に転任。中宮大夫・弾正尹如元。 |
| 嘉暦2年          | 1327年 | 2月23日  | 中宮大夫を停任。                       |
| 嘉暦2年          | 1327年 | 11月10日 | 正二位に昇叙。                         |
| 嘉暦3年          | 1328年 | 5月8日   | 弾正尹を辞任。                         |
| 元徳元年         | 1329年 | 6月28日  | 大納言に転任。                         |
| 元弘元年/元徳3年 | 1331年 | 9月29日  | 出家。                                 |
| 元弘2年/正慶元年 | 1332年 | 5月      | 下総国に配流。                         |
| 元弘2年/正慶元年 | 1332年 | 10月末   | 配所で薨去。享年32。                   |
| 元弘3年/正慶2年  | 1333年 | 6月23日  | 太政大臣を追贈。                       |

## 系譜
- 父：花山院師信（1274-1321）
- 母：恵一（僧。五辻忠継の子）の娘
  - 兄弟姉妹：花山院兼信、花山院信忠、賢季
- 室：花山院家定娘 - 新葉集歌人の「妙光院内大臣母」
  - 男子：花山院家賢（1326?-1366）
- 室：内蔵頭源仲時娘
  - 男子：花山院信賢（?-?） - 家賢の兄に当たる
- 室：日野俊光娘
- 生母不明の子女
  - 男子：花山院経賢 - 左中将
  - 女子：後伏見院三条局 - 洞院公賢室
  - 女子